# Царапкин, Семён Константинович
Семён Константи́нович Цара́пкин (5 мая 1906, Мариуполь — 17 сентября 1984, Москва) — советский дипломат. Чрезвычайный и полномочный посол.

## Биография
В Наркомате иностранных дел СССР с 1937 года. В 1941 году был одним из составителей Пакта о нейтралитете между СССР и Японией, которым закреплялась победа советско-монгольских войск в военном конфликте на Халхин-Голе в 1939 году и предотвращалась угроза войны на два фронта.
Представлял Советский Союз на конференции союзников в Думбартон-Оксе в подкомитете по вопросам безопасности (1944). Именно тогда была выработана и представлена идея создания ООН.
Был членом советской делегации на учредительной конференции Организации Объединённых Наций в Сан-Франциско и на Потсдамской мирной конференции в 1945 году.
Входил в число лиц, которые подписали Устав ООН, получив на то соответствующие полномочия от своих стран. 
От имени Советского Союза Устав ООН, кроме Семёна Константиновича, подписали ещё восемь человек: А.А. Громыко, А.И. Лаврентьев, К.В. Новиков, К.К. Родионов, С.А. Голунский, С.Б. Крылов, К.В. Киселёв (от имени БССР; оставил мемуары «Записки советского дипломата») и Д.З. Мануильский (от имени УССР).
В течение пяти лет работал в качестве заместителя представителя СССР в Совете Безопасности Организации Объединённых Наций.
В 1963 году подписал Меморандум о создании «Горячей Линии» Вашингтон — Москва — линии прямой связи между президентом США и руководством СССР.
За 47 лет профессиональной карьеры представлял СССР в Вашингтоне, Бонне (ФРГ) и Организации Объединённых Наций.

Могила Царапкина на Новодевичьем кладбище Москвы.

- В 1937—1939 годах — сотрудник центрального аппарата НКИД СССР.
- В 1939—1944 годах — заместитель заведующего II Европейским отделом НКИД СССР.
- В 1944 году — заведующий II Европейским отделом НКИД СССР, заведующий II Дальневосточным отделом НКИД СССР[6].
- В 1944—1947 годах — заведующий Отделом США, член Коллегии НКИД (с 1946 — МИД) СССР.
- В 1947—1949 годах — советник-посланник Посольства СССР в США.
- В 1949—1952 годах — заместитель постоянного представителя СССР при ООН и в Совете Безопасности ООН[7].
- В 1952—1953 годах — сотрудник центрального аппарата МИД СССР.
- В 1953—1954 годах — заместитель постоянного представителя СССР при ООН и в Совете Безопасности ООН.
- В 1954—1964 годах — заведующий Отделом международных организаций МИД СССР.
- В 1954—1966 годах — член Коллегии МИД СССР.
- В 1961—1966 годах — постоянный представитель СССР в Комитете 18 государств по разоружению.
- В 1964—1966 годах — советник при министре иностранных дел СССР.
- С 25 мая 1966 по 23 февраля 1971 года — чрезвычайный и полномочный посол СССР в ФРГ[8].
- В 1971—1979 годах — посол по особым поручения МИД СССР.

Участник Сан-Францисской конференции (1945) и ряда других международных конференций и совещаний.
Похоронен на Новодевичьем кладбище Москвы (участок 10).

## Семья
- Первая жена — Хася Михайловна Фонарёва (1912—2005)
  - дочь — Галина Семёновна Царапкина (Мартьянова) (род. 1938), филолог, педагог
- Вторая жена — Наталья Георгиевна Царапкина (1914—2008)

## Награды
- орден Отечественной войны I степени (5 ноября 1945)
- орден Октябрьской Революции
- орден Трудового Красного Знамени (3 ноября 1944)
- орден Трудового Красного Знамени (1966)
- орден Дружбы народов